# Set de nit
Set de nit va ser un programa nocturn de Televisió de Catalunya nascut el setembre de 2001. Va ser produït per El Terrat i dirigit per Toni Soler. És considerat hereu del programa setmanal 7 de notícies. El programa va comptar amb la col·laboració d'Albert Om. S'emetia de dilluns a dijous i tenia una durada de 90 minuts. L'estructura del programa incloïa una entrada per comentar l'actualitat, una versió reduïda de 7 de notícies amb Queco Novell i Rosa Boladeras, una entrevista i una tertúlia. Formaven part del repartiment Toni Albà (en el personatge de Toni Espert), Xavier Bertran (de cantautor mallorquí Biel Binimelis), Cristina Fenollar, Manel Lucas i Josep Tomàs. El programa va comptar amb seccions setmanals, com «Els Reis Catòdics» per comentar imatges sorprenents i pífies televisives. Va rebre queixes de la Casa Reial espanyola per la imitació de Joan Carles I. El programa va acabar el 21 de maig de 2002.